# Міхалув-Дольни
Міхалув-Дольни (пол. Michałów Dolny) — село в Польщі, у гміні Варка Груєцького повіту Мазовецького воєводства.
Населення — 148 осіб (2011).
У 1975-1998 роках село належало до Радомського воєводства.

## Демографія
Демографічна структура станом на 31 березня 2011 року:
|          | Загалом | Допрацездатний вік | Працездатний вік | Постпрацездатний вік |
| -------- | ------- | ------------------ | ---------------- | -------------------- |
| Чоловіки | 66      | 11                 | 49               | 6                    |
| Жінки    | 82      | 17                 | 51               | 14                   |
| Разом    | 148     | 28                 | 100              | 20                   |